# Rue de Paris (Nancy)
Pour les articles homonymes, voir Rue de Paris.
La rue de Paris est une voie de la commune de Nancy, dans le département de Meurthe-et-Moselle, en région Lorraine.

## Situation et accès
Voie située à proximité du cimetière de Préville, la rue de Paris est sise à l’ouest du ban communal nancéien et appartient administrativement au quartier Poincaré - Foch - Anatole France - Croix de Bourgogne.

## Origine du nom
Elle porte le nom de Paris, capitale de la France.

## Historique
Cette rue, comme sa voisine la rue de Rome, a été ouverte par l'architecte Émile Jacquemin dans l'immense propriété du Vert-Bois, et nommée « rue de Paris », par son créateur, qui avait l'intention d'établir là un quartier luxueux, empruntant, comme le quartier de l'Europe à Paris, les noms des principales villes du monde.
Le Vert-Bois était une ancienne maison de campagne, située sur la route de Toul, en face le fief de Turique ou Bon-Pasteur, domaine comprenant pavillons de plaisance, jardins magnifiques, pièces d'eau, orangeries, bosquets, terrasses et charmilles.
Au XVIIIe siècle le Vert-Bois était la propriété de M. Mengin de la Neuvevile, écuyer, conseiller du Roi, lieutenant-général civil et criminel au bailliage royal et siège présidial de Nancy.